# Ljusdals BK
O Ljusdals BK é um clube de bandy sediado em Ljusdal, Suécia. Fundado em 1943 foi campeão da Suécia por 1 veze (1975).